# Болонски псалтир
 Болонският псалтир е среднобългарски ръкопис в библиотеката на Болонския университет (№ 2499).
Написан е на кирилица при цар „Асен български“ (Иван Асен II), следователно между 1230 и 1241 година, от Йосиф и Тихота, в близкото до Охрид село Равне. Това следва от приписка на лист 126б, оставена от Тихота. Съгласно бележка на лист 105а още един човек, Белослав, преписал 1 страница от псалтира, за да помогне на брат си Йосиф. Йосиф, Тахота и Белослав изглежда са били миряни и същински братя, а не монаси, условно наричащи един другиго „брат“. На лист 127 има по-късна приписка от йеромонах Данаил (вероятно вдовец), който купил книгата в Битоля от Тодор от Равне за цената на „позлатените попадиини обеци и 2 перпера“. Лист 126 съдържа бележка от известния славист Ватрослав Ягич (1838–1923).
Книгата има 264 пергаментни листа с размери 27 на 20 см. Текстът ѝ е украсен с тератологични инициали и написан с черно мастило в 2 колони: в лявата са Псалмите на Давид, а в дясната, с по-дребни букви – тълкувания от Исихий Йерусалимски (по-рано те са били приписвани на Атанасий Александрийски).
Ватрослав Ягич, който през 1907 г. издава текста на Болонския псалтир, пише: „Понеже Македония е родина на нашия паметник, никой не ще се чуди, че в него се спазва правилна старославянска граматика от българския правописен тип... Българският характер на езика на Болонския псалтир особено се изтъква и чрез смесената — по среднобългарски — употреба на ѧ и ѫ, сир. на носовките.“  Архив на оригинала от 2015-02-15 в Wayback Machine.
В езика се срещат по-новите форми за 3 л. мн. ч. на минало свършено време от „ов“-тип ωтрѣшихѫ, призвахѫ, прѣвратихѫ и окончанието -ме за 1 л. мн. ч. сег. време – есме, вѣме, имаме.

## Издания
- В. Ягич, Словѣньская псалтирь – Psalterium Bononiense Архив на оригинала от 2015-04-02 в Wayback Machine.. Wien, 1907
- Дуйчев, И. Болонски псалтир: български книжовен паметник от XIII век. С., 1968 [фототипно издание]

## Изследвания
- Щепкин, В. Н. Болонская псалтырь. Санктпетербург, 1906
- Мищенко, Ж. Сколько было переписчиков Болонской Псалтыри? – Полата кънигописьная, 27-28, 1995, 84-89
- Мусакова, Е. За един литургичен (или семантичен?) маркер в Болонския псалтир. – В: Християнска агиология и народни вярвания: Сборник в чест на ст.н.с. Елена Коцева (ред. А. Милтенова, Е. Томова, Р. Станкова). С., 2008, 429-436